# 鳞胸刀翅蜂鸟
鳞胸刀翅蜂鸟（学名：Phaeochroa cuvierii）又称鳞胸蜂鸟，是分布于中美洲的一种蜂鸟。它们是鳞胸蜂鸟属（学名：Phaeochroa）的单型种。

## 习性

### 分布与栖息地
它们分布于伯利兹、哥伦比亚、哥斯达黎加、瓜地马拉、洪都拉斯、墨西哥、尼加拉瓜和巴拿马。

它们的栖息地位于亚热带和热带潮湿的低地森林和严重退化的前森林。

## 亚种
现时鳞胸刀翅蜂鸟有6种亚种:
- P. c. berlepschi (Hellmayr, 1915)
- P. c. cuvierii (Delattre & Bourcier, 1846)
- P. c. furvescens (Wetmore, 1967)
- P. c. maculicauda (Griscom, 1932)
- P. c. roberti (Salvin, 1861)
- P. c. saturatior (Hartert, 1901)